# 斯洛博達 (日梅林卡區)
49°11′41″N 28°3′4″E / 49.19472°N 28.05111°E
斯洛博達（烏克蘭語：Слобода），是烏克蘭西南部的村落，隸屬文尼察州的日梅林卡區。該村面積0.34平方公里，海拔高度274米，2001年人口57，人口密度每平方公里167.65人。